# Abduktion (Physiologie)

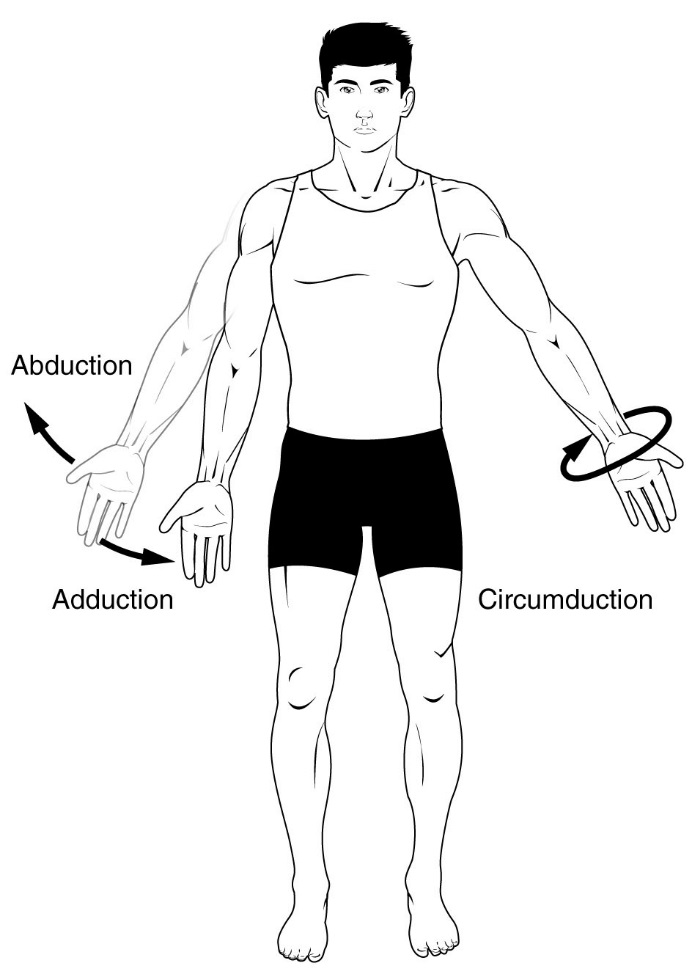
Abduktion, Adduktion und Zirkumduktion beim menschlichen Körper (Beschriftung englisch)

Die Abduktion (lateinisch abducere ‚wegführen‘) bezeichnet in der Medizin das Abspreizen z. B. eines Armes oder eines Beines bzw. eine Bewegung eines Körperteils (z. B. Daumen) von der Körpermitte oder Gliedmaßenachse weg. Das Gegenteil ist die Adduktion.
Entsprechend werden die Muskeln, die diese Bewegungen ermöglichen, auch als Abduktoren beziehungsweise Adduktoren bezeichnet.
An der Hand unterscheidet man zwischen Ulnarabduktion und Radialabduktion.

## Bewegungsbeispiele
- Ein Bein wird abgespreizt.
- Zehen werden abgespreizt.
- Die Fußspitze wird von der Sagittalebene weg bewegt.
- Ein Daumen wird abgespreizt.

## Verwandte Begriffe
- Ein Abduktionskeil ist ein medizinisches Hilfsmittel, um Körperteile abzuspreizen.